# Kónyi Manó
Kónyi Manó, 1866-ig Kohn Emánuel (Kaposvár, 1842. október 9. – Budapest, 1917. december 24.) magyar gyorsíró, újságíró, lapszerkesztő.

## Élete
Kohn Bernát rőföskereskedő és Sohr Jozefin fiaként született. Tanulmányait a pesti német nyelvű gimnáziumban, majd később Bécsben végezte, ahol elsajátította a Stolze-féle gyorsírást, melynek Fenyvessy Adolffal együtt egyik úttörője lett. Az 1861-i pesti, az 1863–64-i nagyszebeni és az 1865-i kolozsvári országgyűléseken mint gyorsíró működött, s többnyelvű gyorsírásával nagy sikereket ért el. 1865-től 1885-ig az országgyűlés gyorsíróirodájának vezetője volt. Nyugalomba vonulását követően számos cikket és visszaemlékezést írt, főleg a Nemzet és a Budapesti Szemle folyóiratokba. Sajtó alá rendezte Deák Ferenc beszédeit, kommentárokkal látta el és kiadta 6 kötetben (Budapest, 1882–1898). Egy ideig szerkesztője volt az általa alapított Magyar Gyorsíró című szakközlönynek.

### Családja
Házastársa Rechnitz Júlia volt, akit 1870. február 2-án Pesten vett nőül.
Gyermekei:
- dr. Kónyi József (1871–1904)[6] jogász, aljárásbíró. Felesége Weiszburg Gizella (1873–1945) volt.
- Kónyi Cecília (1872–1900).[7] Férje Hajnal (Hőnigsfeld) Vilmos államvasúti főellenőr volt.
- Kónyi Hugó (1876–1949) bankigazgató, műgyűjtő. Felesége Sztocsek Kamilla Ilona volt.[8]
- Kónyi Janka (1879–1940).[9] Férje dr. Balog (Bleyer) Arnold ügyvéd volt.

## Emlékezete
Az 1917 decemberében Budapesten elhunyt Kónyi Manó tiszteletére 1924. június 1-jén emléktáblát lepleztek le a kaposvári Erzsébet Szálló falánál.

## Főbb művei
- Beust és Andrássy 1870- és 1871-ben; Franklin, Budapest, 1890 (Olcsó könyvtár)